# Одриси
Одриси (дав.-гр. Όδρύσαι) — могутнє фракійське плем'я, що жило на притоці Гебра (сучасна річка Мариця) Атріску, за іншими свідченнями — на рівнині Гебра (сучасна річка Мариця).

## Історія
Вперше з'явилися одриси в Європі ще в доісторичну епоху Греції. Переказ відносив до одрисів міфічних співаків Фаміріса та Орфея, з яких останній вважався царем одрисів. В історії одриси з'являються в перший раз під час походу Дарія Гістаспа на Скіфію, який підпорядкував собі всі фракійські племена, крім одрисів через неприступне положення їхньої країни — Одриського царства. Перший цар їх Терес скористався поразкою сусідів і розширив за їх рахунок межі свого царства, до Чорного моря. Син Тереса, Сіталк, об'єднав під своєю владою весь берег від Абдери до Істра, який на півночі відділяв область одрисів від Скіфії. Західним кордоном Одриського царства від трібаллів і пеонійців, слугували річки Осцій і Стрімон.
У 431 до н. е. афіняни залучили одрісів до участі у Пелопонеській війні, заручившись сприянням Абдеріта Німфодора, зятя Сіталка; останній послав афінянам підкріплення, за що син Сіталка, Садок, отримав право афінського громадянства. Спроба лакедемонян укласти союз з одрисами не увінчалася успіхом. У 429 до н. е. Сіталк почав похід проти царя македонян Пердікки II, але скоро примирився з ним і припинив стосунки з афінянами. У 424 до н. е. Сіталк поліг у битві з трібаллами; на престол вступив племінник його, Севт I, за якого могутність одрисів досягла вищої точки.
Зі смертю Севфа (наприкінці Пелопонеської війни) могутність одрісів стала поступово падати. У внутрішні чвари їх втрутилися греки, які хотіли відвоювати собі Херсонес Фракійський, і Філіп II Македонський в 343 до н. е. зайняв частину Одриського царства. За Александра Македонського Севт III зробив спробу повстати проти Македонії, але безуспішно. У 322 до н. е. Лісімах змусив Севфа визнати верховну владу Македонії. У наступному столітті відбувається ряд повстань одрисів проти їх поневолювачів, але до завоювання Македонії римлянами вони не могли добути собі повної свободи. Римляни, підкоривши македонян, дали одрисам спокій, втім постійно втручались в їхні справи. У 42 до н. е. Садил, будучи бездітним, заповів своє царство римлянам. Повстання одрисів при Тиверія і Калігули були придушені. Веспасіан поєднав країну одрисів з територією Римської імперії.